# Aspilota anaphoretica
Aspilota anaphoretica är en stekelart som beskrevs av Fischer 1973. Aspilota anaphoretica ingår i släktet Aspilota och familjen bracksteklar. Inga underarter finns listade.